# Meinrad Miltenberger
Meinrad Miltenberger (n. 6 decembrie 1924, Herdecke, Statul Liber Prusia⁠(d), Germania – d. 10 septembrie 1993, Herdecke, Renania de Nord-Westfalia, Germania) a fost un canoist ce a reprezentat Germania, medaliat olimpic. A participat la 2 ediții ale Jocurilor Olimpice (1952, 1956) în care a câștigat o medalie de aur.